# White Lies (песня Пола ван Дайка)
«White Lies»(рус. «Невинная ложь») — выпущенный в июле 2007 года первый сингл с пятого студийного альбома Пола ван Дайка In Between. В песне приняла участие Джессика Сатта, бывшая участница Pussycat Dolls.

## Бэкграунд
«Я получил много удовольствия, работая с Джессикой. Её похотливый голос и сексуальные позы идеально отражают тему песни.» сказал Пол ван Дайк в пресс-релизе.
Джессика также рассказала о работе с Полом:
"Это безумно, как работает вселенная. Мы были в туре по Германии и просто говорили о танцевальной музыке и так совпало, что Пол работал над своим альбомом. До этого я не знала, что приглашена в работу над его пластинкой. У нас было только 2 часа на запись, и он был очень профессионален. Он настолько искренний и он один из самых хороших людей, которых я когда-либо встречала. Вы не ожидаете от кого-то, такого известного, чтобы он был настолько скромен. "

## Реакция критики
Песня получила положительные отзывы. "Пол ван Дайк делает большое возвращение на клубную сцену со своим новым синглом. Джессика Сатта также доказывает, что Николь Шерзингер не единственная Pussycat Doll, кто умеет петь. Их комбинация даёт отличную песню с отличными ремиксами.

## Видео
Видеоклип показывает Джессику Сатту, исполняющую танец в стиле бурлеск в двух различных местах: на кровати в белом помещении, находясь под наблюдением смотрящих из окон людей; и на сцене, танцуя вокруг стула в чёрной комнате, пока ван Дайк играет свой сет.

## Версии

### Версия 1
- 1. «White Lies» — Radio
- 2. «White Lies» — PvD Berlin Remix
- 3. «White Lies» — PvD LA Remix
- 4. «White Lies» — Dave Spoon Remix
- 5. «White Lies» — Aural Float Remix Long

### Версия 2
- 1. «White Lies» — Radio Edit
- 2. «White Lies» — L.A. Mix
- 3. «White Lies» — Berlin Vocal Mix
- 4. «White Lies» — Berlin Mix
- 5. «White Lies» — Dave Spoon Remix
- 6. «White Lies» — Aural Float Remix Long
- 7. «White Lies» — Music Video

## Чарты
Песня была успешна в американских танцевальных чартах, достигнув 3-го места в Billboard’s Hot Dance Airplay chart в августе 2007 года, тем самым став самым удачным синглом Пола ван Дайка. В Billboard’s Hot Dance Club Play chart композиция дебютировала в топ 40 в конце августа 2007 года, аналогично достигнув 3-го места. Также песня достигла 80-го места в UK Singles Chart.
В Billboard’s Hot Dance Singles Sales chart песня была номером #1 в течение 4 недель. В поп чартах Германии она получила 38-е место, 14-е в Финляндии и 8-е в канадском Топ 40.
| Чарт (2007)                        | Пик |
| ---------------------------------- | --- |
| Финляндия                          | 14  |
| Канада Топ 40                      | 8   |
| UK Singles Chart                   | 80  |
| Германия                           | 38  |
| Австрия Топ 40                     | 73  |
| U.S. Billboard Hot Dance Club Play | 1   |
| U.S. Billboard Hot Dance Airplay   | 3   |